# Ovrutj
Ovrutj (ukrainska: Овруч lyssna (fil), ryska: Овруч, polska: Owrucz, jiddisch: אוורוטש) är en stad i Zjytomyr oblast i norra Ukraina. Staden ligger cirka 43 kilometer nordost om Korosten, cirka 119 kilometer norr om Zjytomyr, cirka 86 kilometer sydväst om Mazyr i Belarus och cirka 88 kilometer väster om spökstaden Prypjat, nära Tjernobyls kärnkraftverk. Ovrutj beräknades ha 15 250 invånare i januari 2022.
Ovrutj nämns för första gången år 977 som Vrutjiy. I Ovrutj ligger Vasilijkyrkan från 1190-talet, som är en imitation av Sofiakatedralen i Kiev.
Enligt folkräkningen 1926 utgjorde judar då majoriteten av befolkningen i Ovrutj.

## Kända personer från Ovrutj
- Vladimir Bogoraz, rysk revolutionär, författare och antropolog